# May Britt
May Britt, nome artístico de Maybritt Wilkens (Lidingö, 22 de março de 1934) é uma atriz sueca, que fez breve carreira na Itália, na década de 1950 e, depois, nos Estados Unidos da América. Ficou famosa famosa por haver protagonizado um casamento inter-racial com o ator e bailarino negro Sammy Davis, Jr. em 1960

## Carreira
Foi modelo e garota-da-capa de muitas publicações. Após imigrar para os Estados Unidos, à procura de um lugar ao sol, a grande oportunidade veio com o papel principal do filme O anjo azul, mesma personagem que Marlene Dietrich havia criado em 1930.
Foi descoberta na Suécia e lançada na Itália pelos produtores Carlo Ponti e Mario Soldati, em 1951, tendo trabalhado em cerca de dez produções da Cinecittà. Participou do filme Guerra e Paz, de 1956.
Foi para Hollywood após assinar com a 20th Century Fox. Estrelou alguns filmes, e atuou com Marlon Brando e Peter Falk.
Conheceu Sammy Davis, Jr. em 1959. Começaram logo a namorar e casaram no dia 13 de novembro de 1960. O casamento causou a controvérsia pois, naquela época, uniões inter-raciais eram proibidas pela lei em 31 estados dos Estados Unidos. Antes do casamento, Britt converteu-se ao judaísmo.
Casada, Britt abandonou os filmes para se dedicar à família. Ela e Sammy Davis, Jr. tiveram uma filha e adotaram dois filhos. Divorciaram-se em 1968, depois que Davis teve um caso com Lola Falana.
Após o divórcio, May Britt recomeçou a trabalhar, apresentando-se esporadicamente na televisão, a última vez em 1988. A partir desta data, aposentou-se e passou a dedicar-se principalmente à pintura.

## Filmografia

### No cinema
- 1953 - The Unfaithfuls ... Liliana Capacci Rodgers
- 1953 - Jolanda, the Daughter of the Black Corsair ... Jolanda
- 1953 - Fatal Desire ... Santuzza
- 1953 - La lupa ... Maria Maricchia
- 1953 - Funniest Show on Earth ... Brigitte
- 1953 - The Ship of Condemned Women ... Consuelo
- 1954 - Vergine moderna ... Claudia Bardi
- 1955 - Ça va barder ... Gina
- 1955 - L'ultimo amante ... Maria Spanisch
- 1955 - Revelation ... Nadia Ulianova
- 1956 - War and Peace ... Sonia Rostova
- 1958 - The Young Lions ... Gretchen Hardenberg
- 1958 - The Hunters ... Kristina Abbott
- 1959 - The Blue Angel ... Lola-Lola
- 1960 - Murder, Inc. ... Eadie Collins
- 1976 - Haunts ... Ingrid

### Na televisão
- 1968 - The Danny Thomas Hour ... Anna (1 episódio)
- 1969 - Mission: Impossible ... Eva Gollan	(1 episódio)
- 1971 - The Most Deadly Game ... Lili (1 episódio)
- 1971 - The Partners (1 episódio)
- 1988 - Probe ... Helga (1 episódio)